# Pré-en-Pail
Pré-en-Pail ist ein Ort und eine Commune déléguée in der französischen Gemeinde Pré-en-Pail-Saint-Samson mit 1.882 Einwohnern (Stand: 1. Januar 2022) im Département Mayenne in der Region Pays de la Loire. 
Mit Wirkung vom 1. Januar 2016 wurde Pré-en-Pail mit Saint-Samson zur Commune nouvelle Pré-en-Pail-Saint-Samson zusammengelegt. Die ehemaligen Gemeinden haben in der neuen Gemeinde den Status einer Commune déléguée. Die Gemeinde Pré-en-Pail gehörte zum Arrondissement Mayenne und zum Kanton Villaines-la-Juhel. 

## Lage
Nachbarorte sind Saint-Aignan-de-Couptrain und Saint-Calais-du-Désert im Nordwesten, Saint-Samson im Norden, Lalacelle im Nordosten, Champfrémont und Boulay-les-Ifs im Osten, Saint-Pierre-des-Nids im Südosten, Gesvres im Süden, Crennes-sur-Fraubée und Villepail im Südwesten und Saint-Cyr-en-Pail.

## Bevölkerungsentwicklung
| Jahr      | 1962 | 1968 | 1975 | 1982 | 1990 | 1999 | 2008 | 2015 |
| --------- | ---- | ---- | ---- | ---- | ---- | ---- | ---- | ---- |
| Einwohner | 2150 | 2315 | 2445 | 2560 | 2422 | 2138 | 2075 | 1901 |

## Sehenswürdigkeiten

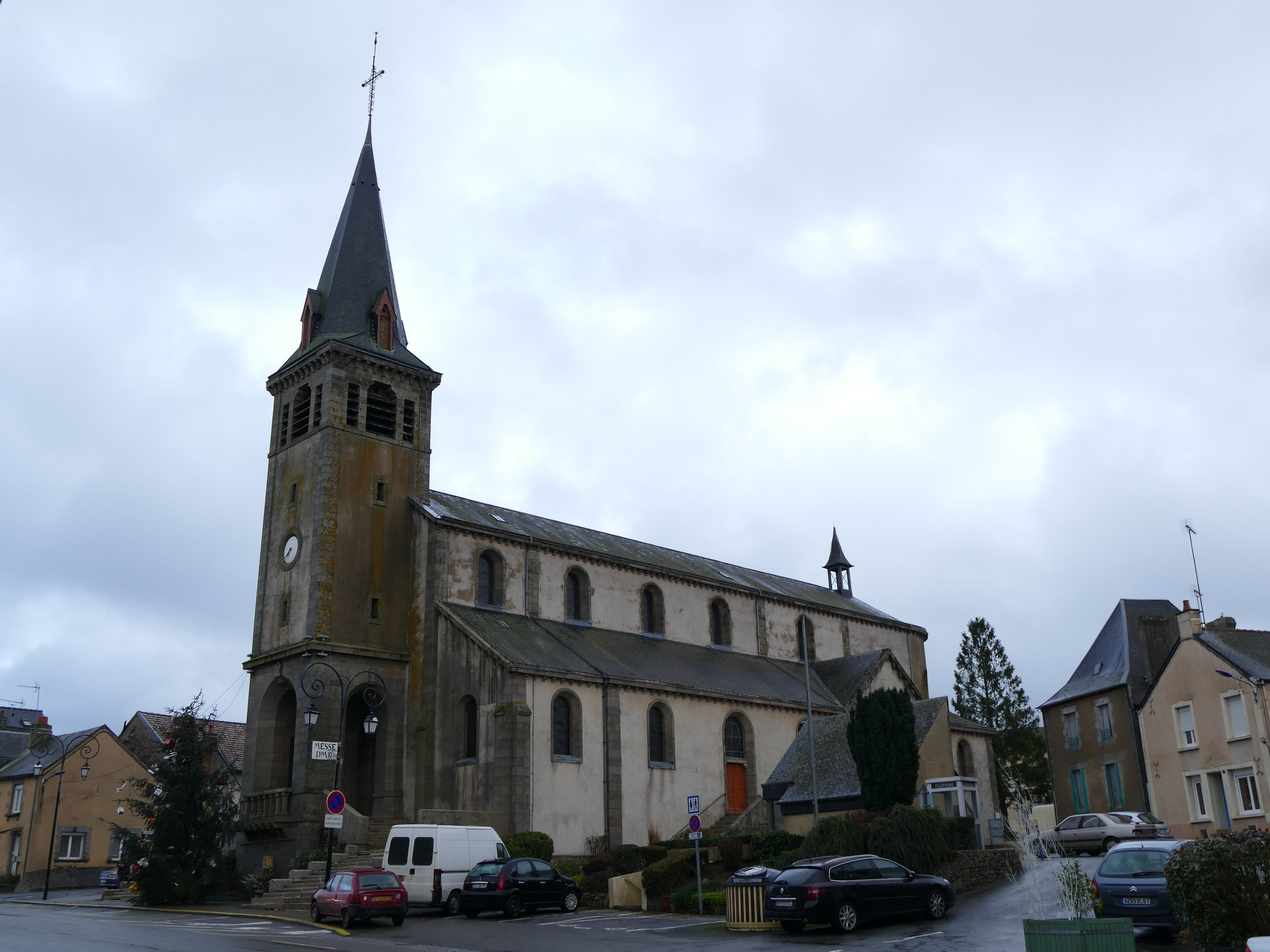
Kirche Sainte-Thérèse

- Kirche Sainte-Thérèse

## Persönlichkeit
- Malvina Poulain (1851–1921), Kommunardin